# U-220
U-220 – niemiecki okręt podwodny (U-Boot) z okresu II wojny światowej.

## Historia
U-220 był dużym podwodnym stawiaczem min typu X B. Jak wszystkie osiem jednostek typu został zbudowany w stoczni Krupp Germaniawerft w Kilonii. Zamówienie na okręt złożono 6 sierpnia 1940 roku. U-220 został zwodowany 16 stycznia, a do służby w Kriegsmarine wszedł 27 marca 1943 roku.
Na czas szkolenia okręt został przydzielony do 4. U-Flotille bazującej w Stettin. 1 września 1943 roku U-220 wszedł w skład 12 U-Flotille z Bordeaux. Przez cały okres służby w Kriegsmarine dowódcą okrętu był Oblt. Bruno Barber.
U-220 odbył jeden patrol bojowy na Atlantyku. Wypłynął z Bergen 8 września 1943 roku, kierując się w stronę Nowej Fundlandii, gdzie wykonał zadanie postawienia przenoszonych min. Następnie skierował się na centralny Atlantyk, gdzie miał zaopatrywać w paliwo, uzbrojenie i żywność inne niemieckie okręty podwodne. Jedynym zaopatrzonym przez U-220 U-Bootem był U-603. 16 października dwóch członków załogi zostało zmytych przez fale z pokładu okrętu i utonęło w oceanie.
Rankiem 28 października 1943 roku piloci dwóch samolotów z lotniskowca eskortowego USS „Block Island” (CVE-21), patrolującego w składzie TG 21.16 akwen na północ od Azorów: Grumman Avenger (por. F. R. Murray) oraz Grumman Wildcat (chor. G. L. Handshuh) wykryli wynurzony U-220 i przypuścili atak z broni pokładowej oraz bombami głębinowymi. W wyniku ataku U-220 zatonął wraz z całą załogą (54 marynarzy).
Na minach postawionych przez U-220 u wybrzeży Nowej Fundlandii zatonęły 19 października 1943 roku dwa statki z konwoju WB-65: „Delisle” i „Penolver” o łącznym tonażu 7199 BRT.

## Przebieg służby

### Dowódcy
- 27.03.1943. – 28.10.1943. Oblt. Bruno Barber

### Przydział do flotylli
- 27.03.1943. – 31.08.1943: 4 U-Flottille Stettin
- 1.09.1943 – 28.10.1943: 12 U-Flottille Bordeaux

### Odbyte patrole bojowe
- Liczba patroli bojowych – 1
- Liczba zatopionych statków – 2 (łączny tonaż 7199 BRT)
- Liczba zaopatrywanych okrętów – 1